# Cēsis distrikt
Cēsis distrikt (lettisk: Cēsu rajons) er et tidligere administrativt område i landsdelen Livland i det centrale Letland. Udover den centrale administration bestod Cēsis distrikt af 24 selvstyrende enheder: to byer, én novads samt 21 landkommuner. Cēsis distrikt ophørte med at eksistere i forbindelse med kommunalreformen af 2009.

## Selvstyrende enheder underlagt Cēsis distrikt
- Amatas novads
- Cēsis by
- Drustu pagasts
- Dzērbenes pagasts
- Inešu pagasts
- Jaunpiebalgas pagasts
- Kaives pagasts
- Liepas pagasts
- Līgatne by
- Līgatnes pagasts
- Mārsnēnu pagasts
- Nītaures pagasts
- Priekuļu pagasts
- Raiskumas pagasts
- Stalbes pagasts
- Straupes pagasts
- Raunas pagasts
- Skujenes pagasts
- Taurenes pagasts
- Vaives pagasts
- Vecpiebalgas pagasts
- Veselavas pagasts
- Zaubes pagasts
- Zosēnu pagasts

57°19′N 25°16′Ø / 57.32°N 25.27°Ø